# Дрибинский район
Дри́бинский район (бел. Дры́бінскі раён) — административная единица на северо-востоке Могилёвской области Республики Беларусь. Административный центр — городской посёлок Дрибин.
Численность населения — 9 190 человек (на 1 января 2025 года).

## Геральдика
Герб и флаг учреждены Указом Президента Республики Беларусь 3 января 2005 года № 1 и зарегистрированы в Государственном геральдическом регистре Республики Беларусь 6 января 2005 года № Б-37 и № 38. Одобрены решением Дрибинского районного Совета депутатов от 13 сентября 2002 года № 15-7.

## География
Площадь территории — 800 км². Основные реки — Проня с притоками Реста, Бася, Быстрая, Вербовка.

## Административное устройство
Административный центр — городской посёлок Дрибин.
В настоящее время Дрибинский район подразделяется на 4 сельсовета:
- Михеевский
- Первомайский
- Рясненский
- Черневский

Упразднённые сельсоветы:
- Коровчинский (упразднён 23 декабря 2009 года[9])
- Темнолесский

## История
У района три дня рождения, две даты упразднения.
Район образован 17 июля 1924 года (в 1924—1930 годах — в составе Оршанского округа). В 1931 и 1959 годах район упразднялся. В нынешних границах он был образован 29 декабря 1989 года.
Первоначально район состоял из 9 сельсоветов. 2 марта 1931 года Дрибинский район был укрупнён путём присоединения трёх сельсоветов упразднённого Луполовского района, но уже 8 июля 1931 года упразднён. Его территория была разделена между Горецким и  Чаусским районами. 12 февраля 1935 года район был образован вновь, но в его состав вошло уже 18 сельсоветов из Горецкого, Мстиславского, Чаусского и Шкловского районов. 
Район известен традиционным ремеслом — дрибинскими валенками.
16 сентября 1959 года район был упразднён, его территория разделена между Горецким, Мстиславским, Чаусским и Шкловским районами.
Возрождение административной единицы связано с массовым переселением на её территорию жителей из чернобыльской зоны.
20 октября 1995 года административные единицы Дрибинский район и Дрибинский сельсовет, имеющие общий административный центр, объединены в одну административную единицу — Дрибинский район.

## Население
Численность населения — 9 190 человек (на 1 января 2025 года), в том числе городское — 2 877 человек (Дрибин — 2 877 человек), сельское — 6 313 человек.
Численность населения — 9 670 человек (на 1 января 2023 года), в том числе в городских (Дрибин) условиях — 2 953 человек, в сельских — 6 717 человек.
| Численность населения (по годам) | Численность населения (по годам) | Численность населения (по годам) | Численность населения (по годам) | Численность населения (по годам) | Численность населения (по годам) | Численность населения (по годам) | Численность населения (по годам) | Численность населения (по годам) | Численность населения (по годам) | Численность населения (по годам) | Численность населения (по годам) | Численность населения (по годам) | Численность населения (по годам) |
| -------------------------------- | -------------------------------- | -------------------------------- | -------------------------------- | -------------------------------- | -------------------------------- | -------------------------------- | -------------------------------- | -------------------------------- | -------------------------------- | -------------------------------- | -------------------------------- | -------------------------------- | -------------------------------- |
| 1939                             | 1996                             | 2001                             | 2002                             | 2003                             | 2004                             | 2005                             | 2006                             | 2007                             | 2008                             | 2009                             | 2010                             | 2011                             | 2012                             |
| 54 719                           | ↘16 800                          | ↘15 490                          | ↘15 247                          | ↘14 944                          | ↘14 547                          | ↘14 174                          | ↘13 764                          | ↘13 296                          | ↘12 865                          | ↘12 445                          | ↘12 154                          | ↘11 781                          | ↘11 372                          |
| 2013                             | 2014                             | 2015                             | 2016                             | 2017                             | 2018                             | 2019                             | 2020                             | 2021                             | 2022                             | 2023                             | 2024                             | 2025                             | 2026                             |
| ↘11 027                          | ↘10 767                          | ↘10 480                          | ↘10 132                          | ↘9871                            | ↘9661                            | ↘9397                            |                                  |                                  |                                  | ↘9670                            | ↘9457                            | ↘9 190                           |                                  |

По итогам переписи 2019 года, 91,8 % жителей района назвали себя белорусами, 4,77 % — русскими, 0,58 % — украинцами, 0,08 % — поляками.
На 1 января 2018 года 19,6 % населения района были в возрасте моложе трудоспособного (4-е место в Могилёвской области), 51,3 % — в трудоспособном возрасте, 29,1 % — в возрасте старше трудоспособного. Средние показатели по Могилёвской области — 17,5 %, 56,8 % и 25,7 % соответственно. 52,2 % населения составляли женщины, 47,8 % — мужчины (средние показатели по Могилёвской области — 52,9 % и 47,1 % соответственно, по Республике Беларусь — 53,4 % и 46,6 %).
Коэффициент рождаемости в районе в 2017 году составил 12,1 на 1000 человек, коэффициент смертности — 22,6 (в районном центре — 12,5 и 12,8 соответственно). Средние показатели рождаемости и смертности по Могилёвской области — 10,5 и 13,6 соответственно, по Республике Беларусь — 10,8 и 12,6 соответственно. По уровню смертности район занимает 3-е место в области после Бобруйского и Чаусского. Всего в 2017 году в районе родилось 118 и умер 221 человек, в том числе в районном центре родилось 37 и умерло 38 человек.
В 2017 году в районе было заключено 42 брака (4,3 на 1000 человек, средний показатель по Могилёвской области — 7,1) и 25 разводов (2,6 на 1000 человек, средний показатель по Могилёвской области — 3,6). По числу браков на 1000 человек район делит последнее место в области с Бобруйским районом.

## Населённые пункты
Всего насчитывается 105 населённых пунктов.

## Экономика
Вместе с переселенцами к деревне Дрибин вернулся статус районного центра и государственная поддержка. Деревня расширилась до посёлка, появились новые производства, которые после раскола СССР практически исчезли. 
Сельское хозяйство
Общая посевная площадь сельскохозяйственных культур в организациях района (без учёта фермерских и личных хозяйств населения) в 2017 году составила 27 858 га (279 км², 13-е место в Могилёвской области). В 2017 году под зерновые и зернобобовые культуры было засеяно 11 072 га, под лён — 300 га, под кормовые культуры — 15 268 га. Валовой сбор зерновых и зернобобовых культур в сельскохозяйственных организациях в 2017 году составил 34,1 тыс. т. По валовому сбору зерновых в 2017 году район занял 13-е место в Могилёвской области. Средняя урожайность зерновых в 2017 году составила 30,8 ц/га (средняя урожайность по Могилёвской области — 33,4 ц/га, по Республике Беларусь — 33,3 ц/га). По этому показателю район занял 10-е место в Могилёвской области. Валовой сбор льноволокна в 2017 году составил 0,1 тыс. т при урожайности 6,1 ц/га (средняя урожайность по Могилёвской области — 10,3 ц/га, по Республике Беларусь — 9,2 ц/га).
На 1 января 2018 года в сельскохозяйственных организациях района содержалось 15,6 тыс. голов крупного рогатого скота, в том числе 6 тыс. коров. По поголовью крупного рогатого скота район занял 18-е место в Могилёвской области. В 2017 году сельскохозяйственные организации района реализовали 1,3 тыс. т скота и птицы на убой (в живом весе) и произвели 21,4 тыс. т молока. По производству молока район занял 17-е место в Могилёвской области. Средний удой молока с коровы — 3497 кг (средний показатель по Могилёвской области — 4296 кг, по Республике Беларусь — 4989 кг).

## Транспорт
Через район проходят железная дорога «Орша—Кричев», автомобильная дорога «Могилёв—Мстиславль». Здесь также пролегает нефтепровод «Унеча—Полоцк».

## Здравоохранение
В 2017 году в учреждениях здравоохранения района работало 25 врачей и 101 средний медицинский работник, в лечебных учреждениях было 63 больничных койки. Численность врачей в пересчёте на 10 тысяч человек — 25,9 (средний показатель по Могилёвской области — 34,6, по Республике Беларусь — 40,5), количество коек в пересчёте на 10 тысяч человек — 65,2 (средний показатель по Могилёвской области — 83,1, по Республике Беларусь — 80,2). По этим показателям район занял 3-е и 15-е места в области соответственно.

## Образование
В 2017 году в районе насчитывалось 10 учреждений дошкольного образования (включая комплексы «детский сад — школа») с 0,5 тыс. детей. В 2017/2018 учебном году в районе действовало 11 учреждений общего среднего образования, в которых обучались 1,3 тыс. учеников. В школах района работало 207 учителей. В среднем на одного учителя приходилось 6,1 учеников (среднее значение по Могилёвской области — 8,4, по Республике Беларусь — 8,7). В агрогородке Рясно действует учреждение специального образования — Ряснянская вспомогательная школа-интернат (одно из трёх аналогичных заведений в области).

## Культура и традиции
- Государственное учреждение культуры «Дрибинский историко-этнографический музей». Кроме уголка шаповалов, имеется коллекция из 126 икон (большая часть давно справила столетний юбилей). Достались они музею «по наследству» от брестской таможни ещё в 1998 году. Всего в музее собрано более 2,7 тысяч музейных предметов основного фонда[40].
- Шаповальство. Шерстобитно-валяльное ремесло или шаповальство — умение вручную валять валенки, возникло в начале ХІХ столетия. Валяльный промысел — визитная карточка Дрибинского района.
- Технология плетения лаптей — традиционное ремесло, которое было распространено на территории Дрибинского района.

## События и мероприятия
- Одним из традиционных мероприятий, популяризирующих шерстобитно-валяльный промысел, является музейный праздник «День валенка», который проходит в последнюю пятницу ноября.
- В 2019 году исполнилось 450 лет со времени первого упоминания Дрибина в летописях (1569), 95 лет со дня первого образования района (1924) и 30 лет со дня его восстановления (29 декабря 1989)[41].

## Достопримечательности
- Здание местного исполкома — постройка с башней, часами и просторными коридорами
- Спасо-Преображенская церковь в г. п. Дрибин
- Руины костёла Святого Казимира (начало XIX века) в агрогородке Рясно
- Усадебный комплекс конца XIX века в агрогородке Рясно
- Церковь Святой Троицы в Черневке
- «Трилесинские исполины» — памятник природы, находящийся в Трилесино

### Памятник природы, заказник
- «Каменский бор» — ботанический памятник природы местного значения
- «Гремячая криница» — гидрологический памятник природы местного значения

## Известные личности
- Гаврусёв, Степан Захарович — белорусский писатель, переводчик.
- Коновалов, Евмений Григорьевич — белорусский учёный в области технологии машиностроения.
- Паничёв, Николай Александрович — бывший министр станкостроительной и инструментальной промышленности СССР.
- Кудлачёв, Виктор Семёнович —  писатель.
- Равовой, Пётр Устинович — белорусский учёный в области мелиорации почв.
- Суховаров, Дмитрий Гаврилович  — Герой Советского Союза.
- Филиппенко, Владимир Иванович (р. 1921) — заслуженный учитель БССР (1966).
- Палявков, Николай Васильевич — Герой Социалистического труда, строитель.